# 4A Engine
Il 4A Engine è un motore grafico middleware sviluppato dalla software house ucraina 4A Games per lo sparatutto in prima persona Metro 2033. Supporta le API Direct3D versione 9, 10, 11 e 12, OpenGL versione 3.2, NVIDIA PhysX e 3D Vision.

## Sviluppo del motore
Il 4A Engine è stato sviluppato in Ucraina da un gruppo di programmatori che si erano separati da GSC Game World, un anno prima della pubblicazione di S.T.A.L.K.E.R.: Shadow of Chernobyl, in particolare Oles Shishkovtsov e Oleksandr Maksimchuk. Questi ultimi, che contribuirono allo sviluppo dell'X-Ray Engine usato in S.T.A.L.K.E.R., concepirono il nuovo motore grafico in modo da poter operare sia su Microsoft Windows che su Xbox 360 e PlayStation 3.
Shishkovtsov e i suoi colleghi si separarono dallo sviluppo di Shadow of Chernobyl, poiché l'X-Ray soffriva di problemi quali la mancanza di adattamento al multithreading, una debole struttura di networking per le funzionalità online, e una pessima gestione delle risorse di sistema e della memoria RAM – fattori questi che portarono a diversi ritardi nel rilascio del gioco.
Il 4A Engine, al contrario, è in grado di sfruttare il multithreading, tanto che un singolo processo è interamente dedicato all'uso della particolare fisica di NVIDIA, PhysX. Sperimentando il motore su Xbox 360, durante lo sviluppo, circa 3.000 operazioni per fotogramma passante ogni 30 millisecondi erano possibili, sfruttando tutti i thread della console al 100%. Shishkovtsov ha anche affermato che la controversa e complicata architettura dell'RSX Reality Synthesizer di PlayStation 3 si è dimostrata in realtà molto utile durante lo sviluppo, visto la disponibilità di molti thread in avanzo che potevano essere utilizzati.
Già da Metro 2033, il motore grafico era in grado di utilizzare una realistica "nebbia volumetrica", applicare l'effetto blur agli oggetti, supportare il parallax mapping su ogni tipo di superficie e consentire una maggiore geometria digitale, servendosi di un livello di dettaglio meno aggressivo. La compatibilità venne resa ufficiale sia con le librerie grafiche OpenGL che con quelle DirectX.
Utilizzando la funzione PhysX di NVIDIA, il motore è in grado di offrire ambienti con una certa distruttibilità, simulazioni realistiche dei movimenti nell'acqua e di altri fattori ambientali.

### Controversie
A causa dei precedenti lavori svolti in GSC Game World, si è speculato sul fatto che il 4A Engine non è altro se non una versione modificata del motore X-Ray utilizzato nella serie S.T.A.L.K.E.R., anziché frutto di uno sviluppo originale. 4A Games ha negato le accuse e Shishkovtsov ha fatto notare che non avrebbe avuto alcun senso attingere dall'X-Ray, data la sua mancata e lamentata versatilità con le console, che avrebbe reso lo sviluppo estremamente difficile e uno spreco di tempo.

## Giochi che utilizzano il 4A Engine
| Titolo            | Data pubblicazione | Piattaforma                                |
| ----------------- | ------------------ | ------------------------------------------ |
| Metro 2033        | 2010               | Microsoft Windows, Xbox 360                |
| Metro: Last Light | 2013               | Windows, Xbox 360, PlayStation 3           |
| Metro Exodus      | 2019               | Microsoft Windows, Xbox One, PlayStation 4 |